# Cynorkis symoensii
Cynorkis symoensii är en orkidéart som beskrevs av Daniel Geerinck och Roland Louis Jules Alfred Tournay. Cynorkis symoensii ingår i släktet Cynorkis, och familjen orkidéer. Inga underarter finns listade i Catalogue of Life.